# Sajania (Noctuidae)
Sajania là một chi bướm đêm thuộc họ Noctuidae.